# Врдловец, Иржи
И́ржи Врдло́вец (чеш. Jiří Vrdlovec; 29 июня 1956, Прага) — чешский гребец-каноист, выступал за сборную Чехословакии в первой половине 1980-х годов. Двукратный чемпион мира, обладатель бронзовой медали международного турнира «Дружба-84», многократный победитель регат национального значения, участник летних Олимпийских игр в Москве.

## Биография
Иржи Врдловец родился 29 июня 1956 года в Праге. Активно заниматься греблей начал в раннем детстве, проходил подготовку в местной столичной спортивной секции.
Благодаря череде удачных выступлений в 1980 году удостоился права защищать честь страны на летних Олимпийских играх в Москве — вместе со своим напарником Петром Кубичеком участвовал здесь в гонках на дистанциях 500 и 1000 метров, в обоих случаях сумел пробиться в финальную стадию, но в решающих заездах дважды финишировал пятым.
В 1981 году Врдловец побывал на чемпионате мира в английском Ноттингеме, откуда привёз две награды бронзового достоинства, выигранные в одиночках на тысяче метрах и в двойках на десяти тысячах. Год спустя выступил на мировом первенстве в югославском Белграде, где получил серебряную медаль в зачёте одноместных каноэ на дистанции 10 000 метров. Ещё через год в той же дисциплине на аналогичных соревнованиях в финском Тампере стал чемпионом. Кроме того, взял бронзу среди каноэ-одиночек на километре.
Как член чехословацкой национальной сборной в 1984 году должен был участвовать в Олимпийских играх в Лос-Анджелесе, однако страны социалистического лагеря по политическим причинам бойкотировали эти соревнования, и вместо этого он выступил на альтернативном турнире «Дружба-84» в Восточном Берлине, где тоже был успешен, в частности завоевал бронзовую медаль в зачёте одноместных каноэ на тысяче метрах, пропустив вперёд только советского гребца Ивана Клементьева и немца Йорга Шмидта.
После «Дружбы» Иржи Врдловец ещё в течение некоторого времени оставался в основном составе сборной Чехословакии и продолжал принимать участие в крупнейших международных регатах. Так, в 1985 году он стартовал на чемпионате мира в бельгийском Мехелене и защитил чемпионское звание в одиночной дисциплине на дистанции 10 000 метров, став таким образом двукратным чемпионом мира. В поздние годы участвовал в марафонских гонках на каноэ, например, в 1990 году на чемпионате мира по марафонской гребле в Копенгагене выиграл бронзу в зачёте одноместных каноэ.